# Đĩa đơn chính
Đĩa đơn chính hay đĩa đơn mở đường (tiếng Anh: lead single) là đĩa đơn đầu tiên được phát hành từ một album phòng thu, bởi một nghệ sĩ âm nhạc hoặc một ban nhạc, đĩa đơn mở đường thường được ra mắt trước một khoảng thời gian album được phát hành.

## Album có nhiều đĩa đơn phát hành trước
Vào những năm 2000, một xu hướng phổ biến mới là phát hành nhiều đĩa đơn trước ngày phát hành album vài tháng. Việc đĩa đơn chính thứ hai được phát hành cùng thời điểm hoặc trước khi album được ra mắt cũng trở nên phổ biến. Ví dụ, Katy Perry phát hành đĩa đơn "California Gurls" vào ngày 7 tháng 5 năm 2010 và "Teenage Dream" vào ngày 23 tháng 7 năm 2010, sau đó mới phát hành album Teenage Dream vào ngày 24 tháng 8 năm 2010.